# آیزاک مک‌هاردی
آیزاک مک‌هاردی (انگلیسی: Isaac McHardie؛ زادهٔ ۶ ژوئیهٔ ۱۹۹۷) قایقران قایق بادبانی اهل نیوزیلند است.
وی در مسابقات کشوری و بین‌المللی در مجموع برندهٔ ۱ مدال نقره شده است.